# Comuna Musiikî, Ivankiv
Musiikî (în ucraineană Мусійки) este o comună în raionul Ivankiv, regiunea Kiev, Ucraina, formată din satele Musiikî (reședința) și Potaliivka.

## Demografie
Componența lingvistică a comunei Musiikî
     Ucraineană (96,2%)
     Rusă (3,38%)
     Alte limbi (0,42%)
Conform recensământului din 2001, majoritatea populației comunei Musiikî era vorbitoare de ucraineană (96,2%), existând în minoritate și vorbitori de rusă (3,38%).